# Pissarra blanca

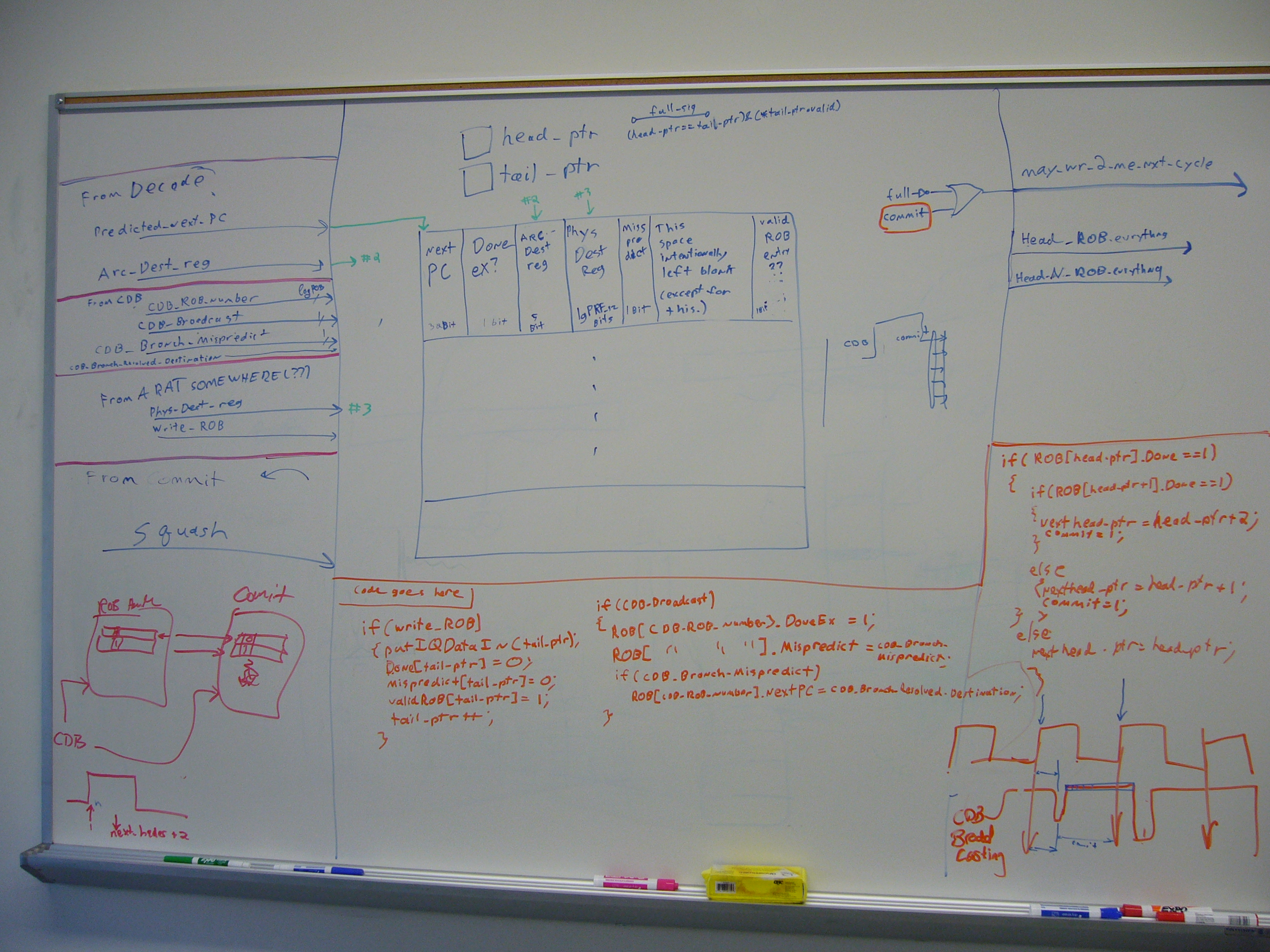
Pissarra blanca muntada a la paret

Una pissarra blanca (castellanisme) o taulassa, tauler, tauló, llosarda o quadre blanc és un tauler rectangular de color blanca utilitzat per a escriure o dibuixar amb un retolador de tinta fàcilment delible. És un instrument comú dins d'una aula de classe o sala de reunió amb una funció similar a la clàssica pissarra de guix. Es diferencia de la pissarra de guix pel fet que aquesta darrere té una color verda fosca o negra i s'usa amb guix en lloc de retolador per pissarres.
Encara que hi ha altres mitjans audiovisuals, la pissarra de guix i la pissarra blanca constitueixen el mitjà de treball per excel·lència a les escoles. Els taulers de comunicació han evolucionat en les darreres dècades del segle xx. Partint dels seus orígens quan s'utilitzava el guix, passant per les pissarres blanques, els flip chart i arribant a les pissarres interactives, que són les més recents. La pissarra blanca permet d'utilitzar retoladors amb colors vives, fluorescents i afegiments magnètics en el cas de les metàl·liques, com imants o regles.
Moltes de les pissarres blanques tenen una base de fusta o materials orgànics. Altres tenen una base metàl·lica i estan cobertes amb esmalt o porcellana, segons la durabilitat i ús que calgui. Algunes pissarres blanques tenen la funció d'interaccionar amb un ordinador personal, un projector de vídeo, una connexió a Internet o un programari. De manera que una classe, reunió o exposició pot ser vista i participar-hi de diferents punts del món.